# Brassaiopsis bodinieri
Brassaiopsis bodinieri är en araliaväxtart som först beskrevs av H.Lév., och fick sitt nu gällande namn av Jun Wen och Lowry. Brassaiopsis bodinieri ingår i släktet Brassaiopsis och familjen Araliaceae. Inga underarter finns listade.